# Rhys McClenaghan
Rhys Joshua McClenaghan (Antrim, Reino Unido, 21 de julio de 1999) es un deportista norirlandés que compite para Irlanda en gimnasia artística, especialista en el caballo con arcos.
Participó en dos Juegos Olímpicos de Verano, obteniendo una medalla de oro en París 2024, en la prueba de caballo con arcos, y el séptimo lugar en Tokio 2020, en la misma prueba.
Ganó tres medallas en el Campeonato Mundial de Gimnasia Artística entre los años 2019 y 2023, y tres medallas de oro en el Campeonato Europeo de Gimnasia Artística entre los años 2018 y 2024.
En 2021 fue condecorado con la Medalla del Imperio Británico (BEM). Cursó el grado de Estudios Deportivos en el Colegio Regional del Sudeste (SERC).

## Palmarés internacional
| Juegos Olímpicos   | Juegos Olímpicos        | Juegos Olímpicos  | Juegos Olímpicos  |
| Año                | Lugar                   | Medalla           | Prueba            |
| ------------------ | ----------------------- | ----------------- | ----------------- |
| 2024               | París (Francia)         | Medalla de oro    | Caballo con arcos |
| Campeonato Mundial |                         |                   |                   |
| Año                | Lugar                   | Medalla           | Prueba            |
| 2019               | Stuttgart (Alemania)    | Medalla de bronce | Caballo con arcos |
| 2022               | Liverpool (Reino Unido) | Medalla de oro    | Caballo con arcos |
| 2023               | Amberes (Bélgica)       | Medalla de oro    | Caballo con arcos |
| Campeonato Europeo |                         |                   |                   |
| Año                | Lugar                   | Medalla           | Prueba            |
| 2018               | Glasgow (Reino Unido)   | Medalla de oro    | Caballo con arcos |
| 2023               | Antalya (Turquía)       | Medalla de oro    | Caballo con arcos |
| 2024               | Rímini (Italia)         | Medalla de oro    | Caballo con arcos |